# UFC 209
UFC 209: Woodley vs. Thompson 2（ユーエフシー・ツーオーナイン：ウッドリー・バーサス・トンプソン・ツー）は、アメリカ合衆国の総合格闘技団体「UFC」の大会の一つ。2017年3月4日、ネバダ州ラスベガスのT-モバイル・アリーナで開催された。

## 大会概要
本大会では王者タイロン・ウッドリーと挑戦者スティーブン・トンプソンによるUFC世界ウェルター級タイトルマッチが組まれた。
キャリア5戦全勝のダニエル・スピッツがUFCデビュー。

## 試合結果

### アーリープレリム
第1試合 バンタム級 5分3R
○  アルバート・モラレス vs.  アンドレ・スーカムタス  ×
3R終了 判定2-1（29-28、28-29、29-28）
第2試合 ライトヘビー級 5分3R
○  タイソン・ペドロ vs.  ポール・クレイグ ×
1R 4:10 TKO（肘打ち連打）

### プレリミナリーカード
第3試合 ヘビー級 5分3R
○  マーク・ゴッドビアー vs.  ダニエル・スピッツ ×
3R終了 判定3-0（30-27、30-27、30-27）
第4試合 バンタム級 5分3R
○  ユーリ・アルカンタラ vs.  ルーク・サンダース ×
2R 3:13 膝十字固め
第5試合 フェザー級 5分3R
○  ダレン・エルキンス vs.  ミアサド・ベクティック ×
3R 3:19 KO（右フック）
第6試合 ヘビー級 5分3R
○  マルチン・ティブラ vs.  ルイス・エンリケ ×
3R 3:46 TKO（パウンド）

### メインカード
第7試合 ヘビー級 5分3R
○  アリスター・オーフレイム vs.  マーク・ハント ×
3R 1:44 KO（右膝蹴り）
第8試合 女子ストロー級 5分3R
○  シンシア・カルビーロ vs.  アマンダ・クーパー ×
1R 3:19 リアネイキッドチョーク
第9試合 ミドル級 5分3R
○  ダニエル・ケリー vs.  ラシャド・エヴァンス ×
3R終了 判定2-1（29-28、28-29、29-28）
第10試合 ライト級 5分3R
○  デビッド・テイマー vs.  ランド・バンナータ ×
3R終了 判定3-0（30-27、30-27、30-27）
第11試合 UFC世界ウェルター級タイトルマッチ 5分5R
○  タイロン・ウッドリー vs.  スティーブン・トンプソン ×
5R終了 判定2-0（48-47、47-47、48-47）
※ウッドリーが2度目の防衛に成功。

### 各賞
ファイト・オブ・ザ・ナイト： デビッド・テイマー vs. ランド・バンナータ
パフォーマンス・オブ・ザ・ナイト： ダレン・エルキンス、ユーリ・アルカンタラ
各選手にはボーナスとして5万ドルが授与された。

### カード変更
負傷などによるカードの変更は以下の通り。